# Mendiguren
Mendiguren és un poble i concejo pertanyent al municipi de Vitòria. Tenia 53 habitants en (2007). Està enclavat en la Zona Rural Nord-oest de Vitòria. Es troba a uns 515 msnm, en una planura pròxima al cim Araka. Es troba al nord-oest de la ciutat de Vitòria, entre Etxabarri-Ibiña (Zigoitia) i Arangiz, i al costat de l'autovia A-622, encara que compta amb mals accessos. La construcció de l'autovia va suposar la partició del poble, ja que algunes cases van quedar separades de la resta del poble per la nova carretera. Va pertànyer al municipi de Foronda fins al 1975.